# تجمع طغة (زمنخ ومنوخ)

تعديل مصدري - تعديل

تجمع طغة هي إحدى قرى عزلة زمنح ومنوخ بمديرية زمنخ ومنوخ التابعة لمحافظة حضرموت، بلغ تعداد سكانها 16 نسمة حسب تعداد اليمن لعام 2004.